# 圣让迪杜瓦
圣让迪杜瓦（法語：Saint-Jean-du-Doigt，法語發音：[sɛ̃ ʒɑ̃ dy dwa]）是法国菲尼斯泰尔省的一个市镇，位于该省北部，属于莫尔莱区。

## 地理
圣让迪杜瓦（48°41'40"N, 3°46'21"W）面积19.81 平方千米，位于法国布列塔尼大區菲尼斯泰尔省，该省份为法国最西部的省份，位于布列塔尼半岛西部，北西南三面环大西洋，东临阿摩尔滨海省和莫尔比昂省。
与圣让迪杜瓦接壤的市镇（或旧市镇、城区）包括：朗默尔、加尔朗、吉梅克、普卢埃佐克、普卢加努。

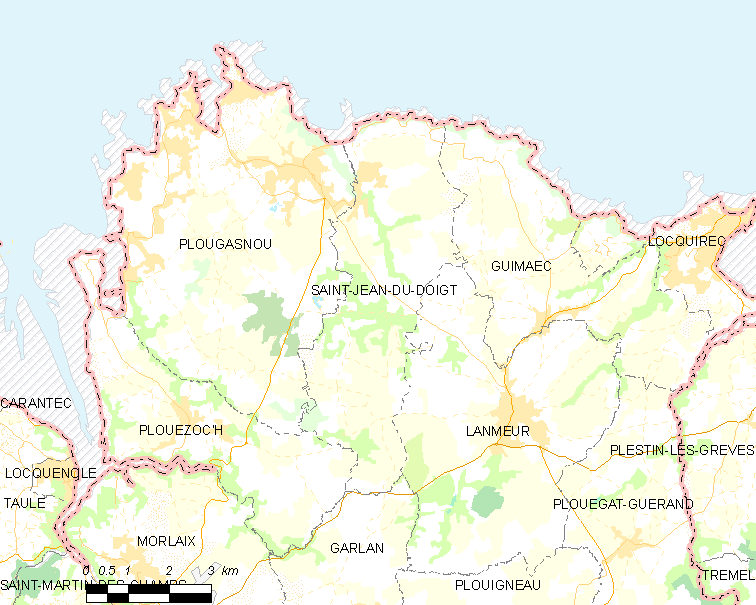
圣让迪杜瓦的OSM定位图

圣让迪杜瓦的时区为UTC+01:00、UTC+02:00（夏令时）。

## 行政
圣让迪杜瓦的邮政编码为29630，INSEE市镇编码为29251。

## 政治
圣让迪杜瓦所属的省级选区为普卢伊尼欧县。

## 人口

1962-2008年间圣让迪杜瓦人口变化图示

圣让迪杜瓦于2022年1月1日时的人口数量为683人。